# 品川同性愛者殺害事件
品川同性愛者殺害事件（しながわどうせいあいしゃさつがいじけん）とは、2005年3月に東京都品川区で発生した殺人事件である。

## 概要
2005年3月2日14時45分頃、本事件の犯人である女M（当時41歳）が同性愛者だったS（当時39歳・女性）を東京都品川区西五反田のマンションで洋包丁で10回以上突き刺して殺害した。殺害後、Sが購読していた新聞販売店に新聞配達を止めるよう電話をかけるなどの偽装工作を施した上でMは逃亡した。
Sの遺体は2005年4月19日、Sが4月分のマンションの家賃を滞納しているのを知って訪ねてきたSの母親が発見した。発見時、Sは自室の玄関から続く廊下で、トレーナーとズボン姿でスニーカーを履いたままうつぶせで倒れた状態で布団が掛けられており、死後1か月以上経過していた。現場の状況から警視庁捜査一課は殺人事件として大崎警察署に捜査本部を設置し、交友関係などの調査を開始した。
司法解剖の結果、死因は左首付近を刺されたことによる失血死だった。また、Sはペットを飼育しており、室内で飼っていたペットの飼育日記が3月2日まで記入されていた。そのため、捜査本部は同日以降に殺害されたと見て捜査を開始した。
その後の調べで、Sの室内から携帯電話と財布がなくなっていたことも判明した。事件発覚後、Sの周囲の交遊関係を調べていく内に捜査線上にMが浮上。
2005年5月26日、警視庁大崎警察署特捜本部はMを殺人容疑で指名手配した。指名手配時点でMはSの名前を含めた11の偽名を使い、Sのクレジットカードや携帯電話を使用しながら飲食店やホテルを利用して逃亡していたとされる。このため、マスコミなどから「第2の福田和子」とまでいわれた。
2007年3月25日、警視庁は殺人容疑で指名手配していたMを東京都内で逮捕した。3月24日夜、Mの知り合いが東京都北区の健康ランドでMを目撃。知り合いの夫が110番通報し、大崎警察署捜査本部が任意同行を求めたところ、「Sを包丁で刺して殺したことに間違いない」と容疑を認めたため、逮捕に至った。逮捕時の所持金は900円程度で、捜査本部の質問には素直に応じた。また逃亡中、被害者の写真を複数持ち歩いていたという。
Mは逃亡中、新宿や池袋、埼玉県内などを少なくとも12の偽名を使い分けながら転々としており、主に健康ランドなどの入浴施設を拠点として就寝時は仮眠スペースを利用する生活を送っていた。この間、定職には就いておらず、入浴施設の飲食スペースなどで男性客らに近づき、飲食を共にして親しくなった後、飲食代や入浴料を負担してもらっていた。常連客にも親しく声をかけるMは「話の面白い陽気な女性」として知られ、Mが手配写真と全く異なる風貌であったことも相まって誰も指名手配犯だとは気づかなかったという。2006年頃からは東京都北区の健康ランドに偽名を使用して出入りしており、2006年春頃からは1人の男性客の自宅と健康ランドを交互に宿泊する生活を送っていた。この他にも2人の男性客からも生活費の援助を受けていた。
また、2005年4月下旬から2006年4月頃までの間、当時交際していた品川区内の調理師の男性とも一緒に生活していた。この男性はMが指名手配される直前の2005年4月下旬、男性の勤務先に訪ねてきたMから「泊めて欲しい」と頼まれたので、Mとの同居を開始した。2005年9月頃にMが指名手配されていることを知ったが、「一度は愛した女性を警察に突き出すことに後ろめたさを感じていた」として警察に通報はしなかった。
2007年4月19日、警視庁大崎警察署特捜本部は調理師の男性について、2005年9月から2006年4月頃の間、Mが殺人容疑で指名手配されていたと知りながら品川区五反田のマンションに匿ったとして犯人蔵匿の疑いで書類送検した。
2007年4月13日、東京地検はMを殺人罪で起訴した。

## 裁判
2007年9月3日、東京地裁（平出喜一裁判長）で初公判が開かれ、Mは起訴事実を認めた。検察側は冒頭陳述で、Sとの同居生活で口論の末、Mが殺害したと指摘。その上で「包丁で18カ所を刺しており、確実に殺害しようと思っていた」と述べた。一方、弁護側は「確定的な殺意はなく未必の殺意にとどまる」と主張した。
2007年9月21日、論告求刑公判で検察側はMに懲役18年を求刑した。検察側は論告で「知人らによる出頭の勧めを無視して、多数の偽名を使って2年も逃亡した」とし、犯行後における行状の悪質さを強調した。一方、弁護側は「確実に殺害しようという動機はなかった。被告自身も『分からない状態』というのが真実」と述べ、改めて未必の殺意を訴えた。
最終意見陳述でMは「申し訳ない気持ちでいっぱいです」と謝罪の言葉を述べた。
2007年10月22日、東京地裁（平出喜一裁判長）で判決公判が開かれ、Mに懲役15年の判決を言い渡した。
判決では、犯行態様について「包丁で被害者の腹や首を何度も刺しており、確定的な殺意があった」と述べ、未必の殺意を訴えた弁護側の主張を退けた。
犯行動機などについては「犯行動機は自己中心的で酌量の余地はない。逮捕までの約2年間、逃亡生活を送るなど犯行後の行状も悪い」と述べ、情状酌量を認めなかった。
Mは一旦、東京高裁に控訴したが、2008年2月4日、東京高裁への控訴を取り下げたため、Mに対する懲役15年の判決が確定した。

## 犯人像
広島市内で複数の飲食店を経営する裕福な家庭に生まれる。母親のエリート意識が強かったため、地元の有名な国立大学の付属小学校に入学。ピアノやバレエなどの習い事も多く経験したという。しかし両親の仲が悪く、特に母親は夫婦喧嘩の後、虐待まがいの暴力をMにふるったとされている。
大学受験での宿泊中、1982年に発生したホテルニュージャパン火災に被災し、受験票と筆記用具を部屋に置いたまま避難している。大学卒業後に実家が倒産。定職に就かず、売春まがいのこともしていたという。女優の大原麗子と岩下志麻を尊敬しており、後に事件を起こしたときに使った偽名に「大原志麻」がある。
愛人となった男性から店を任されるまでになるが、1990年代後半に経営悪化で倒産。そのため、吉原のソープランドやデリバリーヘルスを転々としたという。
被害者のSとは同性愛の関係にあった。ところがSはMから性病をうつされてしまい、さらにMが別の愛人と付き合いをしていたことから、激怒して品川のマンションに監禁。これを機にMとSは不仲になって衝突しあうようになり、殺害に至ったという。